# Kow-Ata
Kow-Ata (auch: Köw Ata, übersetzt: Vater der Höhlen) ist ein thermaler Höhlensee in Turkmenistan.

## Lage
Die Höhle liegt circa 100 Kilometer nordwestlich der turkmenischen Hauptstadt Asgabat im Ahal welaýaty, einer der fünf Provinzen des zentralasiatischen Binnenstaates. In unmittelbarer Nähe der Höhle verläuft mit der M37 die wichtigste Fernstraße des Landes.

## See
Der unterirdische See liegt 60 Meter unterhalb des Eingangs zur Höhle und ist über 350 Stufen zu erreichen. Der See ist 80 Meter breit und 30 Meter lang, seine maximale Tiefe beträgt 16 Meter. Damit ist er einer der größten unterirdischen Seen der Welt. Das Wasser enthält Spuren vieler Salze und Mineralien, weshalb ihm eine heilende Wirkung nachgesagt wird. Die Temperatur des Sees schwankt im Jahresverlauf zwischen 33 und 38 °C.

## Geschichte
Der See wurde erstmals 1856 erwähnt, größere Bekanntheit erlangte der See erstmals durch einen Artikel in der Lokalpresse 1896, der den See vor allem bei den Bewohnern Asgabats bekannt machte. Heute ist der See ein beliebtes Touristenziel.

## Naturschutz
Der See und die umliegende Höhle sind als Naturdenkmal staatlich geschützt, vor allem um die größte Fledermauspopulation Zentralasiens, die in der Höhle zu finden ist, zu schützen.